# POBA
POBA - skrótowiec powszechnie używany na określenie balonowej plastyki naczyniowej (zwykle wieńcowej) dla zaznaczenia braku następowej implantacji stentu. Skrót z języka angielskiego: Plain Old Balloon Angioplasty
Obecnie operacja stosowana nieczęsto, w sytuacjach takich jak:
- Jako zabieg pomostowy przed pomostowaniem aortalno-wieńcowym celem uniknięcia terapii przeciwzakrzepowej koniecznej przy zastosowaniu stentu, a utrudniającej zabieg operacyjny.
- Zabieg u pacjentów z OZW bardzo wysokim ryzykiem krwawienia (np. świeżo po operacji neurochirurgicznej.
- Niektóre przypadki restenozy w stencie.
- Czasem celem udrożnienia bardzo niewielkich naczyń (< 2mm średnicy)